# Aleuroporosus lumpurensis
Aleuroporosus lumpurensis là một loài côn trùng cánh nửa trong họ Aleyrodidae, phân họ Aleyrodinae.
Aleuroporosus lumpurensis được Corbett miêu tả khoa học đầu tiên năm 1935.